# Équipe de Finlande masculine de volley-ball
Cet article traite de l'équipe masculine. Pour l'équipe féminine, voir Équipe de Finlande féminine de volley-ball.
L'équipe de Finlande de volley-ball est composée des meilleurs joueurs finlandais sélectionnés par la Fédération finlandaise de volley-ball (Suomen Lentopalloliitto F. Y.). Elle est classée au 30e rang de la Fédération internationale de volley-ball (au 4 janvier 2014).

## Palmarès et parcours

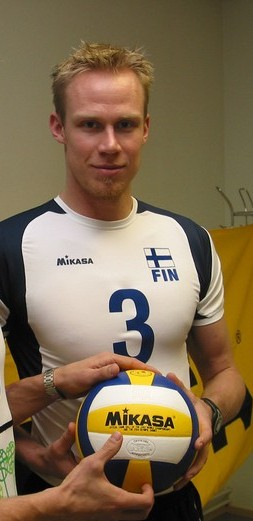
Mikko Esko

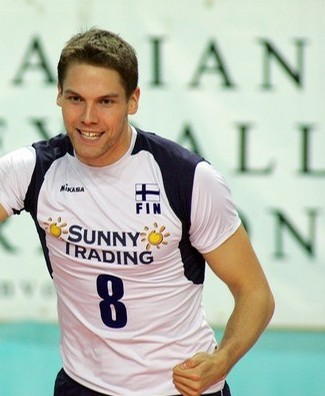
Simo-Pekka Olli

### Palmarès
- Ligue européenne 
  - Finaliste : 2005
- Championnats d'Europe
  - Quatrième : 2007

### Parcours

#### Jeux Olympiques
| - 1964 : Non qualifié - 1968 : Non qualifié - 1972 : Non qualifié - 1976 : Non qualifié - 1980 : Non qualifié - 1984 : Non qualifié - 1988 : Non qualifié - 1992 : Non qualifié - 1996 : Non qualifié - 2000 : Non qualifié | - 2004 : Non qualifié - 2008 : Non qualifié - 2012 : Non qualifié |

#### Championnats du monde
| - 1949 : Non qualifié - 1952 : 11e - 1956 : Non qualifié - 1960 : Non qualifié - 1962 : 18e - 1966 : 19e - 1970 : 20e - 1974 : Non qualifié - 1978 : 17e - 1982 : 17e | - 1986 : Non qualifié - 1990 : Non qualifié - 1994 : Non qualifié - 1998 : Non qualifié - 2002 : Non qualifié - 2006 : Non qualifié - 2010 : Non qualifié |

#### Ligue mondiale
| - 1990 : non participant - 1991 : non participant - 1992 : non participant - 1993 : 12e - 1994 : non participant - 1995 : non participant - 1996 : non participant - 1997 : non participant - 1998 : non participant - 1999 : non participant | - 2000 : non participant - 2001 : non participant - 2002 : non participant - 2003 : non participant - 2004 : non participant - 2005 : non participant - 2006 : 10e - 2007 : 7e - 2008 : 10e - 2009 : 7e | - 2010 : 13e - 2011 : 10e - 2012 : 13e - 2013 : 16e - 2014 : 16e |

#### Championnats d'Europe

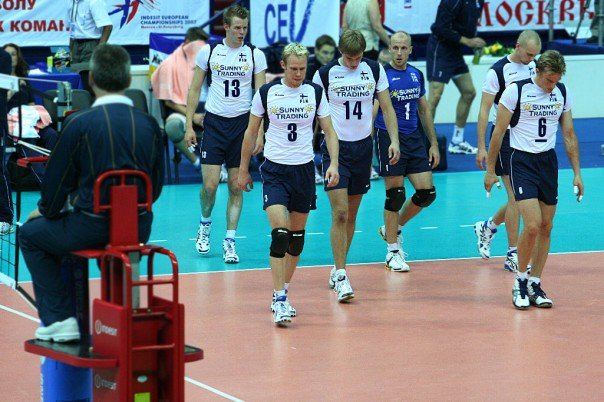
Équipe de Finlande lors du championnat d'Europe de volley-ball masculin 2007

| - 1948 : Non qualifié - 1950 : Non qualifié - 1951 : Non qualifié - 1955 : 11e - 1958 : 14e - 1963 : 11e - 1967 : Non qualifié - 1971 : 13e - 1975 : Non qualifié - 1977 : 11e | - 1979 : Non qualifié - 1981 : 9e - 1983 : 7e - 1985 : Non qualifié - 1987 : Non qualifié - 1989 : Non qualifié - 1991 : 8e - 1993 : 9e - 1995 : Non qualifié - 1997 : 11e | - 1999 : Non qualifié - 2001 : Non qualifié - 2003 : Non qualifié - 2005 : Non qualifié - 2007 : 4e - 2009 : 12e - 2011 : 8e - 2013 : 8e |

#### Ligue européenne
| - 2004 : 6e - 2005 : Finaliste - 2006 : non participant - 2007 : non participant - 2008 : non participant - 2009 : non participant - 2010 : non participant - 2011 : non participant |

## Joueurs majeurs
- Tuomas Sammelvuo

## Entraîneurs
- 2005-2010 :  Mauro Berruto